# Mirosław Żak
Mirosław Żak (ur. 10 września 1936 w Katowicach; zm. 24 stycznia 2025 w Gdańsku) – polski geodeta, profesor nauk technicznych, profesor zwyczajny Akademii Rolniczej im. Hugona Kołłątaja w Krakowie, kierownik Zakładu Geodezji (1991), Katedry Geodezji Wyższej (1992) i Katedry Geodezji (2004–2006) w Akademii Rolniczej w Krakowie.

## Życiorys
Absolwent Technikum Geodezyjnego w Katowicach (1953) oraz Wydziału Geodezji Górniczej i Przemysłowej Akademii Górniczo-Hutniczej im. S. Staszica w Krakowie (1958). Profesor nauk technicznych od 1994 roku. Kierownik Zakładu Badań i Doświadczeń w Okręgowym Przedsiębiorstwie Geodezyjno-Kartograficznym w Katowicach. Dyrektor Okręgowego Przedsiębiorstwa Geodezyjno-Kartograficznym w Gdańsku. Kierownik Zakładu Geodezji Wyższej w Akademii Rolniczej im. Hugona Kołłątaja w Krakowie. Autor licznych ekspertyz i opinii technicznych oraz referatów wygłoszonych w kraju i zagranicą na konferencjach naukowo-technicznych. Współautor wielu wynalazków i pomysłów racjonalizatorskich z zakresu geodezji przemysłowej. Od 1992 roku rzeczoznawca majątkowy. Członek Stowarzyszenia Geodetów Polskich od 1958 roku.
W latach 1992–2004 przy kierunku Geodezja i Kartografia na Akademii Rolniczej w Krakowie działało studium podyplomowe pod nazwą Szkoła Wiedzy o Terenie, zorganizowane i kierowane przez prof. dr hab. inż. Mirosława Żaka. Szkoła była formą stałego (cyklicznego) systemu kształcenia w zakresie wyceny nieruchomości i systemu informacji o terenie. Program, w liczbie dwustu dwudziestu godzin wykładów i ćwiczeń, obejmował zarówno naukę specyficznych regulacji prawnych obowiązujących w obrocie nieruchomościami, jak i praktyczne poznanie zasad i metod wyceny różnych typów nieruchomości.

## Działalność zawodowa
1958–1967: praca w charakterze wykonawcy pomiarów w Katowickim Okręgowym Przedsiębiorstwie Mierniczym. Równolegle praca jako nauczyciel przedmiotów zawodowych w Technikum Geodezyjnym i Państwowej Pomaturalnej Szkole Geodezyjnej w Katowicach.
1965–1967: lektor programów młodzieżowych w Telewizji Śląskiej.
1967–1972: praca w charakterze głównego specjalisty geodety w Bytomskim Przedsiębiorstwie Budowy Pieców Przemysłowych w Bytomiu. W jej ramach geodezyjna obsługa wznoszenia kominów o wysokości 300 i 250 m. w elektrowniach Thierbach k.Lipska i Hagenwerder k.Gorlitz (dawne NRD).
1972–1979: praca na stanowisku kierownika Zakładu Badań i Doświadczeń w Okręgowym Przedsiębiorstwie Geodezyjno-Kartograficznym w Katowicach.
1979–1991: praca w Okręgowym Przedsiębiorstwie Geodezyjno-Kartograficznym w Gdańsku; w tym czasie zastępca dyrektora ds. innowacyjnych, następnie I zastępca Dyrektora ds. produkcji – naczelny inżynier; w okresie 1.07.1988–31.01.1989: inspektor nadzoru i kontroli robót w samodzielnej pracowni obsługi budowy Elektrowni Jądrowej w Żarnowcu, główny specjalista ds. innowacyjno-wdrożeniowych w OPGK Gdańsk oraz szef Rady Technicznej KONSULTEX ds. systemu zdalnych pomiarów zmian cech geometrycznych obiektów EJ Żarnowiec.
1987: I stopień specjalizacji zawodowej z zakresu geodezji inżynieryjno-gospodarczej.

## Działalność naukowa
1980: stypendium naukowe na uniwersytetach w Bonn i Hanowerze (RFN).
1983–1986: praca na stanowisku wykładowcy w Kano State Institute for Higher Education (Kano, Nigeria), równolegle pełnienie funkcji prodziekana i dziekana Wydziału Miernictwa.
luty 1989– marzec 1991: praca na stanowisku profesora kontraktowego w Instytucie Geodezji na Uniwersytecie Leibniza w Hanowerze (RFN).
od 1 maja 1991: praca na stanowisku profesora nadzwyczajnego, kierownika, a od 1 kwietnia 1992 profesora zwyczajnego, kierownika Zakładu Geodezji Wyższej w Akademii Rolniczej im. Hugona Kołłątaja w Krakowie (obecnie Uniwersytet Rolniczy), do czasu przejścia na emeryturę w 2006.
2004–2008: praca na stanowisku profesora zwyczajnego w Wyższej Szkole Inżynieryjno-Ekonomicznej w Rzeszowie, Wydział Przedsiębiorczości w Rzeszowie, Katedra Geodezji i Obrotu Nieruchomościami.
Był autorem 221 publikacji krajowych i zagranicznych w tym 7 pozycji książkowych o tematyce geodezyjnej oraz w zakresie wyceny nieruchomości.

## Działalność wynalazcza
Patent PL 71616 B2: 27.07.1971. Urządzenie ślizgowe do wznoszenia budowli wysokościowych o zmiennym przekroju. Twórcy wynalazku: Włodzimierz Magaczewski, Stanisław Zawadka, Mirosław Żak. Uprawniony z patentu tymczasowego: Bytomskie Przedsiębiorstwo Budowy Pieców Przemysłowych, Bytom (Polska).
Patent PL 77939 B1: 30.12.1972. Sposób ustawiania półpanewek lub cylindrów wzdłuż zadanej osi wału oraz urządzenie do ustawiania półpanewek lub cylindrów wzdłuż zadanej osi montażu wału. Twórcy wynalazku: Mirosław Żak, Mieczysław Smółka, Lucjan Spyra, Wiesław Bęczkowski, Hubert Rak, Józef Janecki. Uprawniony z patentu: Okręgowe Przedsiębiorstwo Geodezyjno-Kartograficzne, Katowice (Polska).
Patent PL 90822 B1: 07.02.1974. Statyw do wtyczania osi celowej lunety instrumentu w zadane dwa punkty. Twórcy wynalazku: Mirosław Żak, Mieczysław Smółka, Lucjan Spyra. Uprawniony z patentu: Okręgowe Przedsiębiorstwo Geodezyjno-Kartograficzne, Katowice (Polska).

## Publikacje (wybrane)
- Gocał J., Żak M. (1985). Prace geodezyjne w budownictwie maszynowym. Wydawnictwo AGH Kraków
- Praca zbiorowa (1993). Niwelacja precyzyjna. Wydawnictwo PPWK Warszawa
- Żak M. (2013). Wycena nieruchomości. Wydawnictwo C.H.Beck